# Nguyễn Trọng Bảo
Nguyễn Trọng Bảo (1925-1972), nguyên là một sĩ quan cao cấp thuộc Binh chủng Nhảy dù của Quân lực Việt Nam Cộng hòa. Ông xuất thân từ những khóa đầu tiên ở trường Sĩ quan Trừ bị, được Chính phủ Quốc gia Việt Nam mở ra tại Nam phần Việt Nam nhằm mục đích đào tạo sĩ quan người Việt để phục vụ Quân đội Liên hiệp Pháp-Việt. Ông đã phục vụ đơn vị Nhảy Dù trong suốt thời gian tại ngũ của mình. Năm 1972, khi đang là Đại tá Tham mưu trưởng Sư đoàn Nhảy dù, ông bị tử nạn trong khi thi hành nhiệm vụ, được truy thăng cấp bậc Chuẩn tướng.

## Tiểu sử & Binh nghiệp
Ông sinh ngày 29 tháng 4 năm 1925 tại Hà Nội trong một gia đình cha mẹ là những thương nhân. Ông đã tốt nghiệp Trung học chương trình Pháp tại Hà Nội với văn bằng Tú tài bán phần (Part I). Sau đó, ông được tuyển dụng làm công chức của Chính quyền Bảo hộ Pháp cho đến ngày gia nhập quân đội.

### Quân đội Quốc gia Việt Nam
Đầu tháng 11 năm 1953, thi hành lệnh động viên ông nhập ngũ vào Quân đội Quốc gia, mang số quân: 45/102.581. Theo học khoá 4 Cương Quyết tại trường Sĩ quan Trừ bị Thủ Đức, khai giảng ngày 7 tháng 11 năm 1953. Ngày 1 tháng 6 năm 1954 mãn khóa tốt nghiệp với cấp bậc Thiếu úy. Ra trường, ông tình nguyện gia nhập Binh chủng Nhảy dù và được theo học tiếp khóa huấn luyện căn bản Binh chủng tại Bà Quẹo, Tân Sơn Nhứt. Sau 3 tuần mãn khóa học, ông được cử làm Trung đội trưởng trong Tiểu đoàn 6 Nhảy Dù. Ngày 9 tháng 8 năm 1954, ông bị thương tại chiến trường Bạc Liêu.

### Quân đội Việt Nam Cộng hòa
Sau khi chuyển sang phục vụ Quân đội của Chính thể Đệ nhất Cộng hòa (từ năm 1955) được 2 năm. Giữa năm 1957, ông được thăng cấp Trung úy và được cử giữ chức vụ Đại đội trưởng.
Đầu năm 1962, ông được thăng cấp Đại úy và được chọn làm sĩ quan Tuỳ viên cho Trung tá Kỳ Quang Liêm, Phụ tá Quân sự Bộ Quốc phòng. Cuối năm 1963, sau cuộc đảo chính Tổng thống Ngô Đình Diệm ông được chuyển trở lại đơn vị Nhảy Dù và được giữ chức vụ Trưởng phòng 3 của Lữ đoàn Nhảy Dù do Đại tá Cao Văn Viên làm Lữ đoàn trưởng.
Đầu năm 1965, ông được thăng cấp Thiếu tá giữ chức vụ Tham mưu phó trong Bộ Tư lệnh Lữ đoàn Nhảy Dù. Tháng 12 năm 1965, Lữ đoàn Nhảy dù được cơ cấu nâng lên thành cấp Sư đoàn, ông trở thành Tham mưu phó trong Bộ Tư lệnh Sư đoàn Nhảy dù. Thượng tuần tháng 8 cùng năm, ông bị thương tại chiến trường Đức Cơ. Tháng 10 năm 1966, ông được đặc cách thăng cấp Trung tá tại nhiệm.
Đầu năm 1968, một lần nữa ông được đặc cách tại mặt trận thăng cấp Đại tá và được cử làm Tham mưu trưởng kiêm Phụ tá hành quân cho Chuẩn tướng Dư Quốc Đống Tư lệnh Sư đoàn Nhảy Dù.

## Tử nạn
Sáng ngày 14 tháng 7 năm 1972, ông cùng 5 sĩ quan Tham mưu bay trên trực thăng quan sát các cánh quân Nhảy Dù và Thủy quân Lục chiến tại phía Đông Bắc Quảng Trị. Vào lúc 10 giờ 45, trực thăng rớt vì lý do kỹ thuật hư máy, ông bị tử nạn, hưởng dương 47 tuổi. Thi hài của ông được chuyển ngay về Sài gòn buổi chiều cùng ngày.
Sáng hôm sau ngày 15 tháng 7, tại Bộ Tư lệnh Sư đoàn Nhảy Dù ở trại Hoàng Hoa Thám đã tổ chức lễ truy điệu cho ông rất trọng thể, ông được truy thăng cấp bậc Chuẩn tướng và truy tặng đệ tam đẳng Bảo quốc Huân chương kèm Anh dũng Bội tinh với nhành dương liễu.
Tang lễ của ông được tổ chức vào ngày 17 tháng 7 theo lễ nghi quân cách của một tướng lãnh, an táng tại Nghĩa trang Đô thành Mạc Đĩnh Chi, Sài Gòn.

## Huy chương
-Bảo quốc Huân chương đệ tứ đẳng (ân thưởng)
-Bảo quốc Huân chương đệ tam đẳng (truy tặng)
-Anh dũng Bội tinh với nhành Dương liễu (truy tặng).
-Một số Anh dũng Bội tinh đủ loại gồm ngôi sao vàng, bạc và đồng (ân thưởng).
-Một số Chiến thương Bội tinh (ân thưởng).

## Nhận xét
Suốt 19 năm tại ngũ phục vụ trong Binh chủng Nhảy dù. Cố Chuẩn tướng Bảo đã 2 lần bị thương tại Bạc Liêu (miền tây Nam phần) và Đức Cơ (Cao nguyên Trung phần). Ông đã theo sát từng bước hành quân của các đơn vị Nhảy dù trên khắp các chiến trường từ 4 Quân khu đến Hạ Lào và Campuchia.

## Gia đình
- Phu nhân: Bà Nguyễn Châu Mây (sinh ngày 15/12/1927)